# Władca skalnej doliny
Władca Skalnej Doliny (ang. The Grizzly King) - powieść napisana przez amerykańskiego pisarza Jamesa Olivera Curwooda w 1916 roku. 

## Streszczenie akcji
Opowieść rozpoczyna się od opisu niebezpiecznej wyprawy myśliwego Langdona, który wraz z towarzyszami, Otto Bruce'em i Indianinem Metoosinem, wyrusza na polowanie na legendarnego grizli. Nazywany Tyrem niedźwiedź okazuje się inteligentnym i potężnym przeciwnikiem, zdolnym wymykać się myśliwym mimo ich uporu i doświadczenia.
Podczas pościgu Tyr napotyka młodego niedźwiadka, nazywanego Muskwą. Muskwa staje się towarzyszem jego wyprawy i próbuje nadążyć za wielkim grizli. W miarę rozwoju fabuły Langdon zmienia swoje podejście do polowania i dzikiej przyrody, przechodząc od okrutnego myśliwego do wrażliwego obserwatora natury, który zaczyna rozumieć i szanować życie zwierząt. 
Kulminacyjnym momentem opowieści jest dramatyczna konfrontacja między Langdonem a Tyrem, podczas której bohater musi podjąć trudną decyzję, rezygnując z zabicia zwierzęcia i wybierając ochronę Muskwy. To przełomowe wydarzenie prowadzi do dalszych przemyśleń Langdona na temat okrucieństwa wobec zwierząt oraz wartości życia i piękna dzikiej przyrody. 
Władca Skalnej Doliny to nie tylko powieść przygodowa, ale także głęboka refleksja nad naturą człowieka i jego relacją z dziką przyrodą. Curwood przedstawia bohaterów zmagających się z wewnętrznymi konfliktami i odkrywających, że ich prawdziwym wyzwaniem jest nie tylko przetrwanie, ale też szacunek dla życia w każdej formie.

## Polskie wydania
Książka została przetłumaczona na język polski przez Jerzego Marlicza.
- 1927, Księgarnia św. Wojciecha[1]
- 1954, Państwowe Wydawnictwo Iskry[2], wielokrotnie wznawiana w kolejnych latach
- 1990, Wydawnictwo Dolnośląskie[3]
- 1994, Rytm[4]
- 1998, Prószyński i Ska[5]
- 2022, Wydawnictwo CM[6]